# Nijni Novgorod

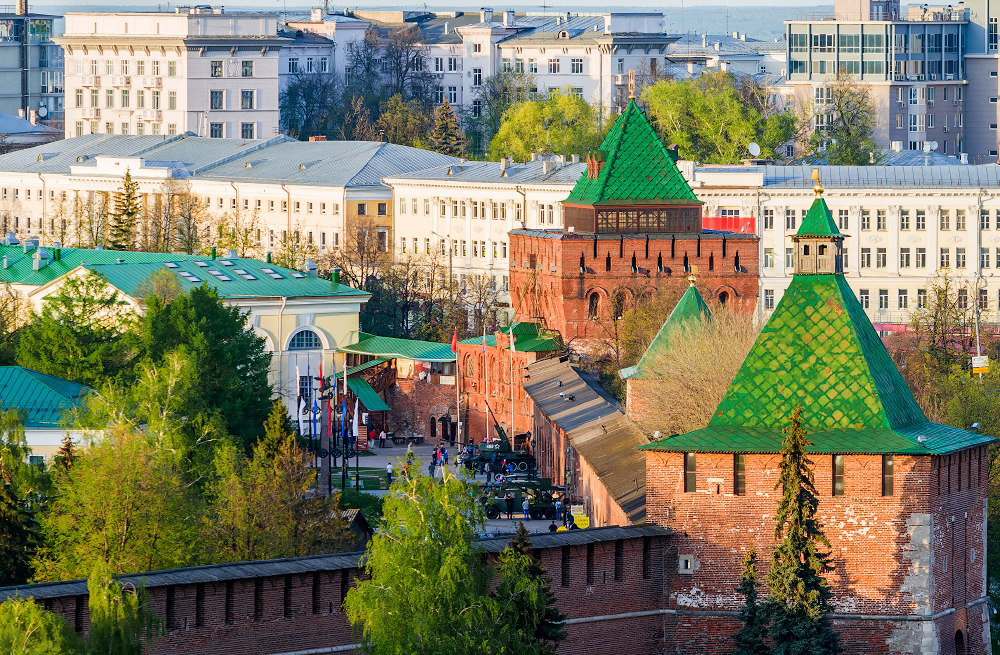
Kremlinul din Nijni Novgorod

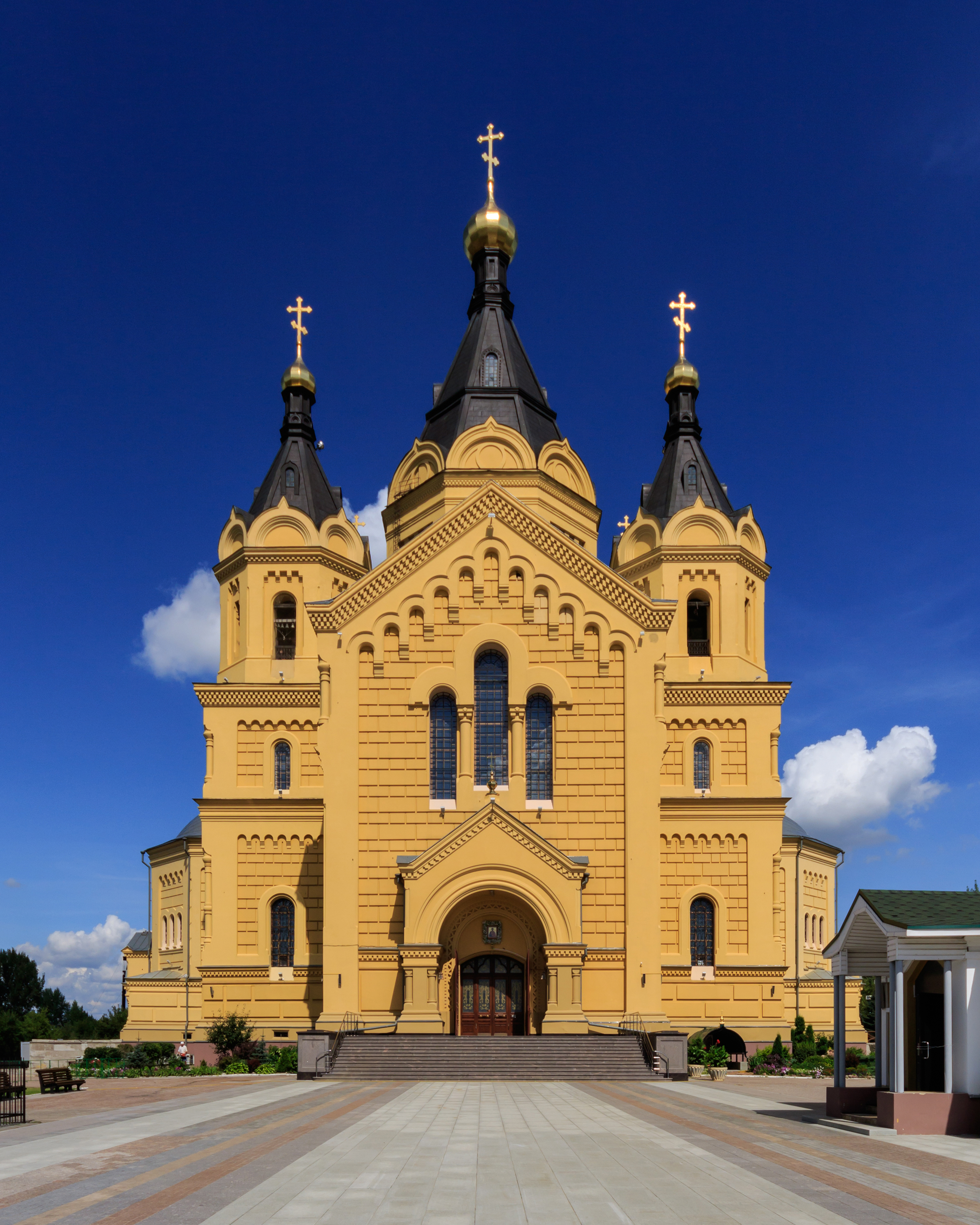
Catedrala Aleksandr Nevski

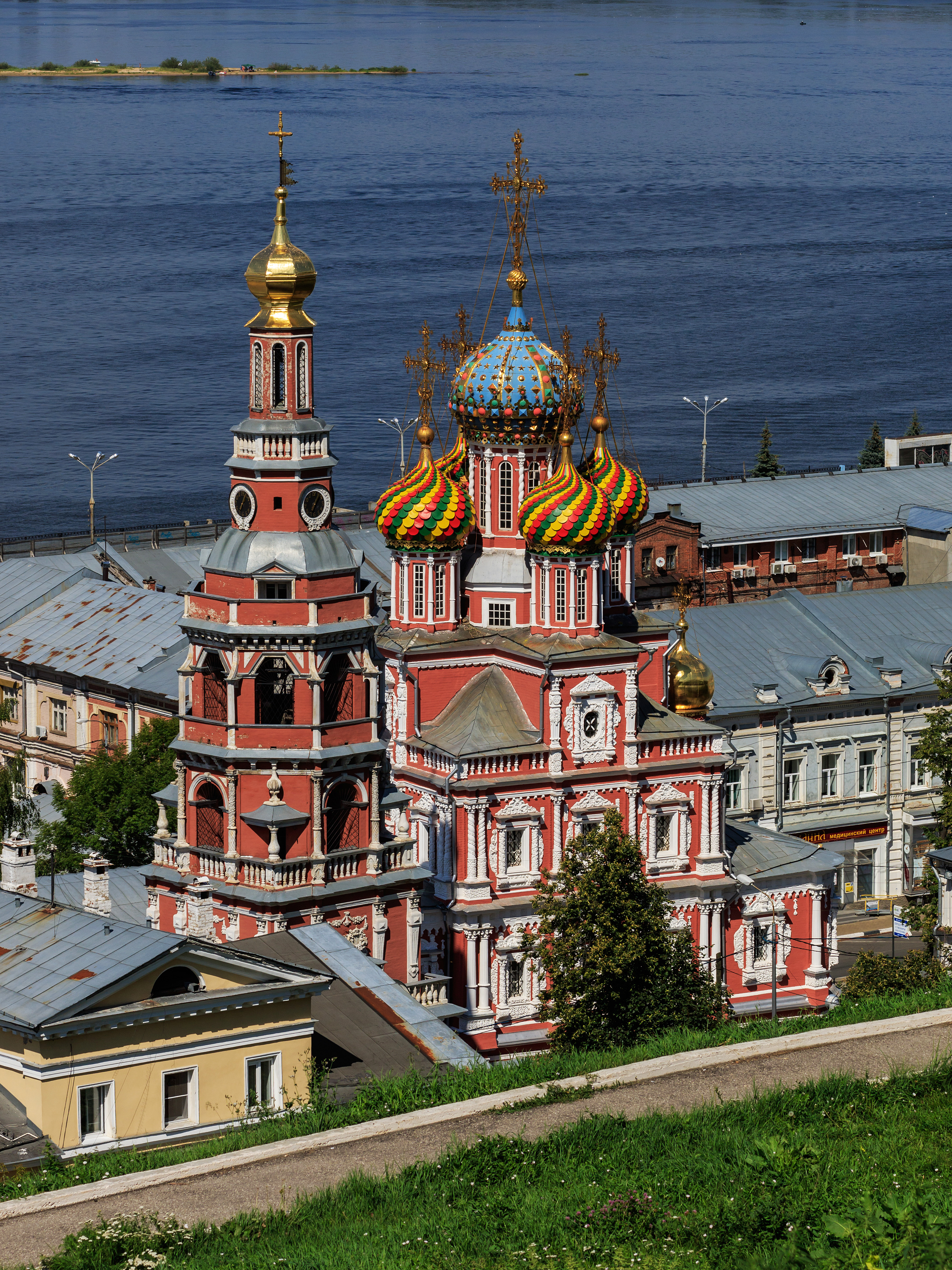
Biserica Stroganovskaia

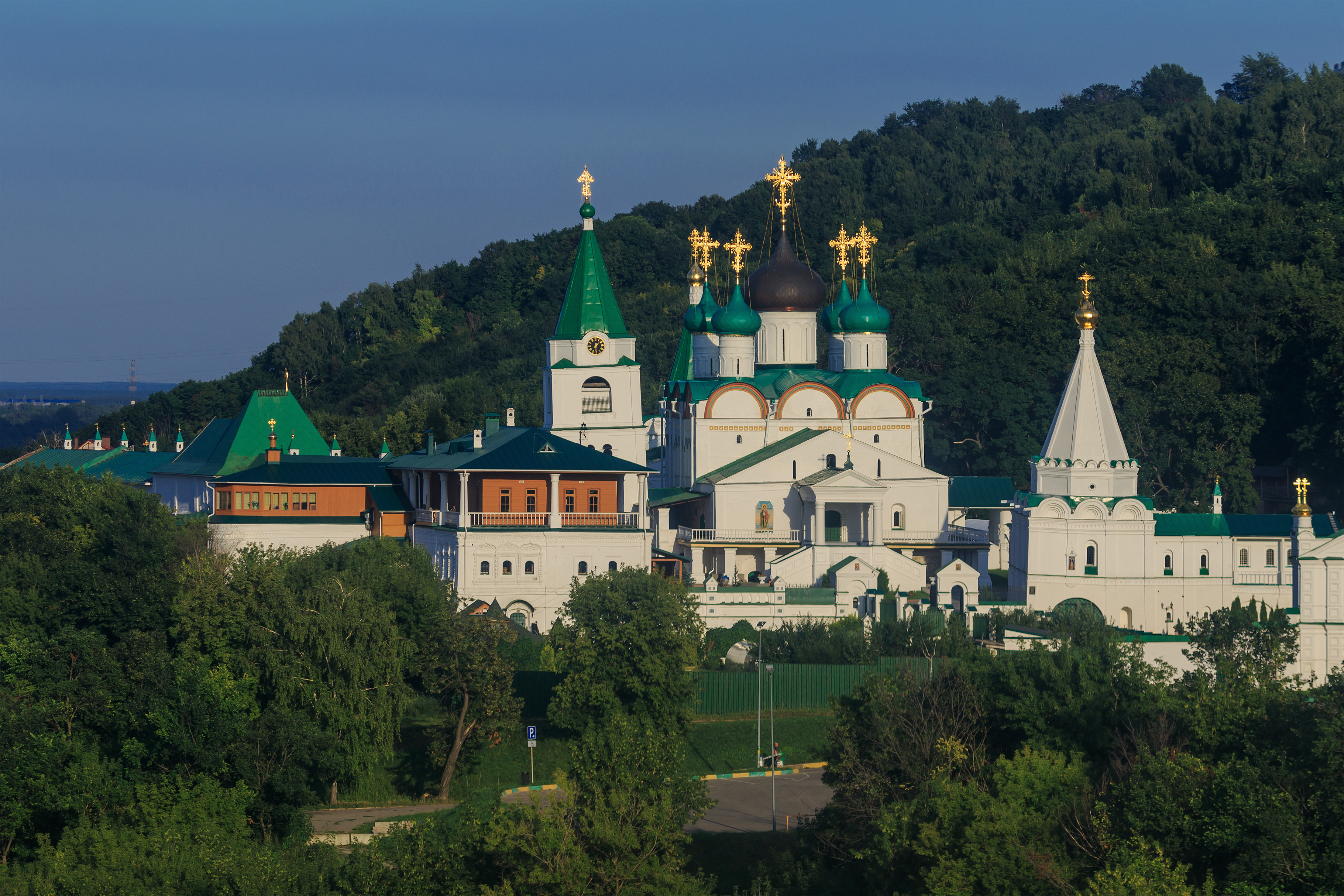
Mânăstirea Peşterilor

Nijni Novgorod (în rusă Ни́жний Но́вгород), cunoscut și cu numele prescurtat Nijni, este ca populație al cincilea oraș al Federației Ruse, după Moscova, Sankt Petersburg, Novosibirsk și Ekaterinburg. În conformitate cu rezultatele recensământului din 2002, are o populație de 1.311.252 locuitori. Orașul este centrul economic și cultural al vastei regiunii economice Volga-Viatka și, de asemenea, centrul administrativ al regiunii Nijni Novgorod și al Districtului Federal Volga.
Între 1932 șî 1990 orașul s-a numit Gorki (Го́рький), botezat astfel în cinstea scriitorului  Maxim Gorki.

## Istoria orașului

### Cetatea de scaun a cnejilor medievali
Orașul a fost fondat de Marele Cneaz Iuri al II-lea în 1221 la confluența celor mai importante două râuri ale cnezatului ; Volga și Oka. Numele orașului poate fi tradus prin Orașul Nou de Jos, ceea ce îl distingea de Novgorod – Orașul  Nou, fondat mai înainte. Fortăreața Nijni Novgorod era un punct puternic întărit la granița cnezatului, apărată în mod natural de albiile celor două râuri.
Împreună cu Moscova și Tverul, Nijni Novgorod a fost printre cele câteva localități nou fondate care nu au fost devastate de invazia mongolilor, și aceasta numai datorită lipsei de importanță în ochii invadatorilor. De-a lungul perioadei rămase în istoria rusă ca a jugului tătar, orașul a devenit unul dintre cele mai importante centre politice ale regiunii. Importanța sa a crescut și mai mult, când capitala Cnezatului Suzdal a fost mutată aici de la Gorodeț în 1350. Marele Cneaz Dmitri Constantinovici (1323-1383) a încercat să transforme orașul de scaun al cnezatului într-o localitate mai bogată și mai puternică decât Moscova. El a construit o citadelă din piatră și mai multe biserici și a fost protectorul artiștilor și oamenilor de știință locali. Cel mai vechi manuscris al Cronicii ruse, Laurentian Codex, a fost scris pentru marele cneaz de călugărul local Laurentius în 1377.

### Nijni Novgorod – cea mai puternică fortăreață a Cnezatului Moscovei

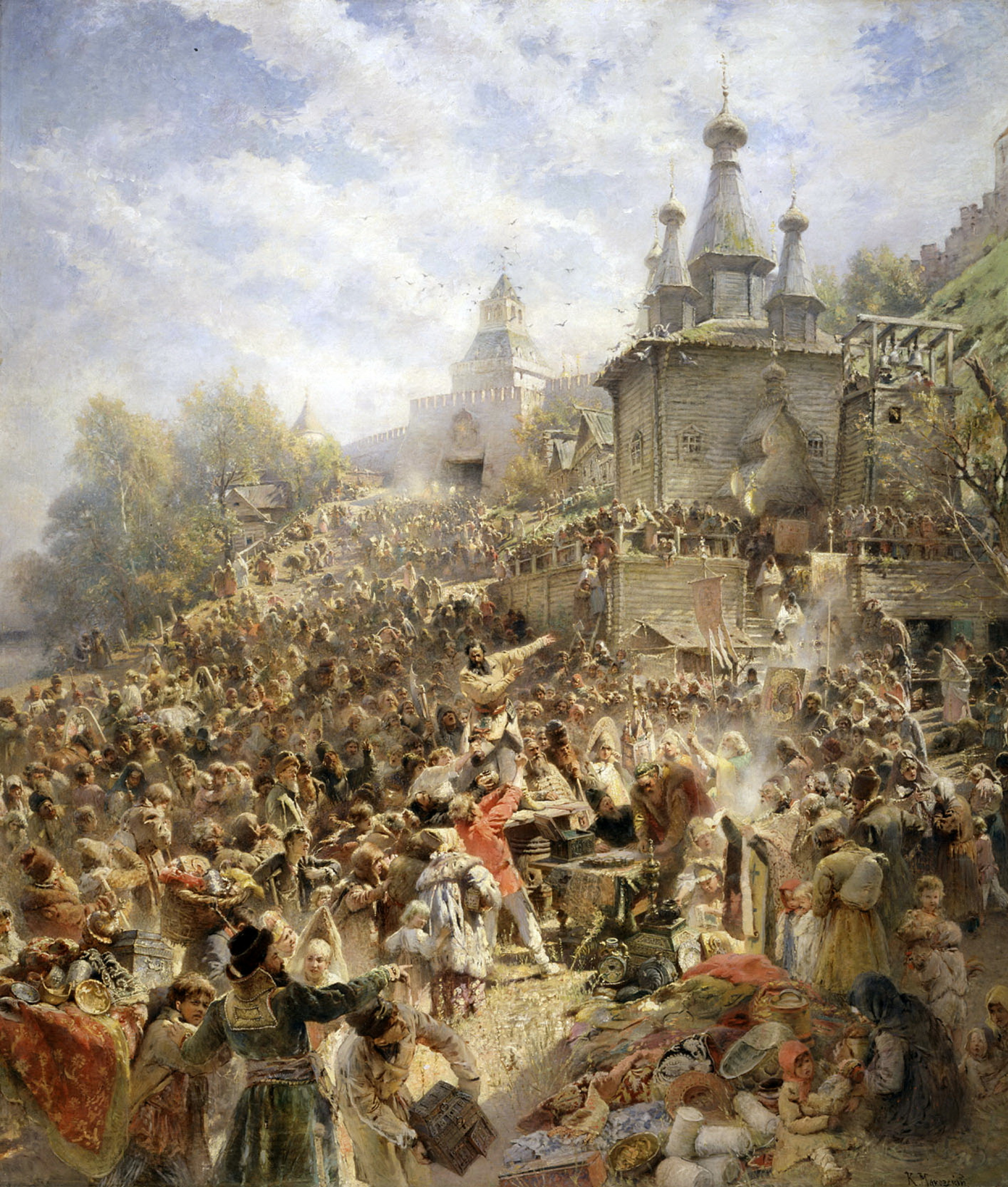
Apelul lui Minin către miliția poporului pentru eliberarea Moscovei de sub polonezi. 1612

După ce orașul a fost încorporat în Cnezatul Moscovei în 1392, familia cnejilor locali și-au luat numele de Șuiski (de la numele orașului Șui), și s-a mutat la Moscova, unde a jucat un rol important important la Curte, și chiar a avut pentru scurtă vreme un reprezentant pe tron – Vasili al IV-lea.  Nijni Novgorod era folosit de Moscova ca un avanpost puternic întărit de maximă importanță în lupta împotriva Hanatului tătarilor din Kazan. Kremlinul masiv din cărămidă roșie, una dintre cele mai vechi și mai bine păstrate citadele din Rusia, a fost construit în 1508 – 1511. Kremlinul a rezistat cu succes asediilor tătarilor din 1520 și 1536.
În 1612, așa-numita miliție națională, pusă pe picioare de negustorul local Kuzma Minin și comandată de Cneazul Dmitri Pojarski, a învins și alungat trupele poloneze din Moscova, astfel luând sfârșit perioada cunoscută în istoriografia rusă ca Timpurile tulburi, (moment în care a fost pusă baza dinastiei Romanov). Piața principală din fața Kremlinului a fost botezată cu numele negustorului Minin, rămășițele lui pământeștii fiind îngropate în citadelă. În amintirea evenimentelor care au dus la eliberarea Moscovei, pe 21 octombrie 2005, în fața Catedralei Sfântului Ioan Botezătorul, a fost amplasată o copie a grupului statuar din Piața Roșie a lui Minin și Pojarski, aici fiind locul în care se presupune că a fost citită proclamația prin care au fost chemați voluntarii la luptă împotriva polonezilor.
De-a lungul timpului, orașul a prosperat datorită comerțului, fiind legat de familia celor mai bogați negustori ruși, Stroganov, care-și stabilise aici cartierul general al afacerilor. În perioada de la sfârșitul secolului al XVII-lea și începutul celui de-al XVIII-lea, în oraș s-a dezvoltat un stil arhitectural și al picturii de icoane aparte, cunoscut ca Stilul Stroganov.
Stema orașului Nijni Novgorod din 1781(scut alb cu un cerb roșu cu copitele și coarnele negre) a fost preluată în noua stemă din 1992, la care au fost adăugate mănunchiurile de frunze aurii de stejar cu panglici tricolore alb-roșii-albastre.

### Nijni Novgorod – centrul comercial de primă mărime

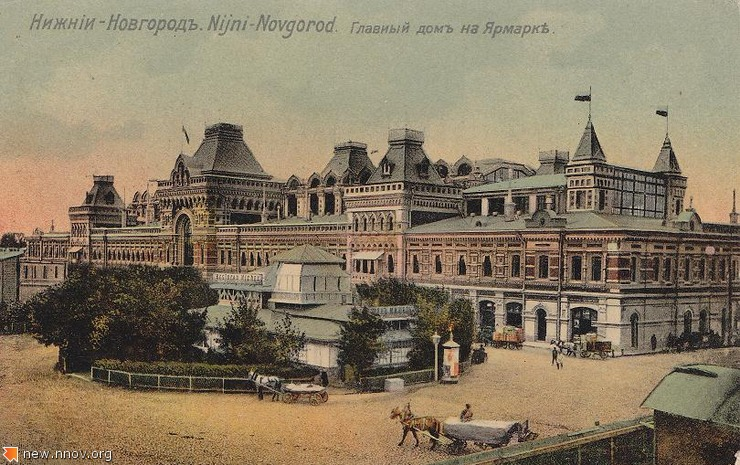
Clădirea Expoziției din Nijni Novgorod

În 1817, Expoziția Makariev, una dintre cele mai longevive din lume, a fost transferată la Nijni Novgorod, din acel moment fiind vizitată de milioane de turiști anual. De pe la mijlocul secolului al XIX-lea, orașul și-a câștigat renumele de capitală comercială a Imperiului Rus. Aparatul de recepție radio al inginerului Aleksandr Popov și primul turn hiperboloidal din grinzi al inginerului Vladimir Șuhov au fost expuse la Expoziția Industrială și Artistică Rusă din Nijni Novgorod, în 1896. În oraș s-au dezvoltat treptat diferite întreprinderi industriale și, la începutul secolului al XX-lea, orașul a devenit și un centru industrial de primă mărime. Henry Ford a ajutat la construirea unei uzine de tractoare și camioane  la sfârșitul deceniului al treilea al secolului trecut prin consultanța oferită de inginerii săi, inclusiv a colaboratorului său de nădejde, Walter Reuther.
Scriitorul Maxim Gorki s-a născut aici în 1868, în romanele sale el descriind în mod realist viața posomorâtă a muncitorimii orașului. Cât încă marele romancier era în viața, orașul a fost rebotezat în cinstea sa Gorki, după reîntoarcerea scriitorului din emigrație  în 1935, la invitația lui Stalin.
Orașul și-a reluat vechiul nume în 1991. Până în acest moment, Nijni Novgorod a avut statut de oraș închis, datorită numeroaselor întreprinderi și laboratoare de cercetare cu caracter militar secret. Fizicianul și laureatul Premiului Nobel Andrei Saharov a fost exilat în acest oraș până în 1986, pentru a-i împiedica pe străini să intre în legătură cu savantul dizident. Odată cu reluarea numelui originar, orașul a scăpat și de limitările impuse de statutul său special de oraș închis.
Orașul are un sistem de transport public dezvoltat – autobuze, metro, aeroport – are o viața culturală bogată, aici activând mai multe teatre, muzee și instituții de învățământ. Printre întreprinderile industriale de renume se numără uzinele care produc camioanele GAZ și automobilele Volga.

## Punctele de interes turistic
Cea mai mare parte a centrului istoric al orașului este format din clădiri în stilurile Renașterea rusă și Empire stalinist. cea mai reprezentativă imagine a orașului este cea a zidurilor Kremlinului (1500 – 1511), cu turnuri construite din cărămidă roșie. După perioada demolărilor bolșevice, singura construcție originală rămasă în interiorul zidurilor fortificațiilor a fost Catedrala Arhanghelului (1624-1631), construcție ridicată peste un lăcaș de cult mai vechi, din secolul al XIII-lea.
Alte puncte de interes turistic sunt cele două mânăstiri medievale: Mânăstirea Peșterilor, cu o catedrală austeră cu cinci turle (1632) și cu două biserici cu acoperișul în formă de cort, din 1640), și Mânăstirea Bunei Vestiri, înconjurată de ziduri puternice de cetate, cu o catedrală cu cinci turnuri (1649) și cu biserica Buneri Vestiri (1678)). Singura casă particulară care s-a păstrat din timpurile vechi este casa negustorului Pușnikov.
Cele mai originale și frumoase biserici ale orașului au fost construite de familia de negustori Stroganov în stilul baroc. Printre ele se numără Biserica Nașterii Sfintei Fecioare din centru, sau Biserica Sfintei Fecioare din Smolensk Arhivat în 11 martie 2007, la Wayback Machine. (1694-1697) din suburbia Gordeevka, lângă care, în vechime, se afla palatul Stroganovilor.
Alte biserici demne de văzut sunt: 
- Catedrala Mântuitorului, construită în stilul Empire, proiectată de Agustin de Bétancourt și Auguste de Montferrand în 1822;
- așa-numita Catedrala Noii Expoziții, construită în stil Renașterea rusă în 1856 – 1880;
- proaspăt reconstruită Biserică a Nașterii lui Ioan Botezătorul Arhivat în 11 martie 2007, la Wayback Machine. (1676-83), aflată lângă zidurile Kremlinului, folosită în perioada sovietică pe post de bloc de locuințe;
- Biserica Bunei Vestiri  de pe dealul Sfântul Iliel Arhivat în 11 martie 2007, la Wayback Machine. (1672) ;
- locul de închinăciune al credincioșilor de rit vechi din Cimitirul Bugrovskoe Arhivat în 31 octombrie 2007, la Wayback Machine., (1910);
- Biserica din lemn a Sfintei Intervenții Arhivat în 31 octombrie 2007, la Wayback Machine. (1660), adusă în Nijni Novgorod de la țară.

Nijni Novgorod are mai multe orașe industriale satelit –Kstovo, Dzerjinsk și Bor. orașul Semionov, la nord de Nijni Novgorod, este un centru al producătorilor vestitelor obiecte pictate pe lemn Hohloma. Un alt oraș satelit, Balahna, este vestit pentru arhitectura sa medievală.
Clima regiunii este continentală, asemănătoare cu a Moscovei, mai caldă însă în timpul iernii, care durează din noiembrie până în martie.
Legătura dintre capitala Rusiei și Nijni Novgorod se face cu trenuri de noapte, cu autocare sau cu avionul. Din decembrie 2002, a fost dat în funcțiune un tren de mare viteză, care asigură parcurgerea distanței dintre Moscova și Nijni în mai puțin de 5 ore. În zonă există aproximativ 13.000 km de drumuri moderne, 1.000 km de căi ferate și 805 km de canale și râuri amenajate pentru navigație. Aeroportul Strigino asigură legături regulate cu toate orașele importante ale Rusiei. De pe acest aeroport, compania  Lufthansa operează trei curse internaționale pe săptămână. În timpul verii, legăturile cu Moscova și Sankt Petersburg pot fi asigurate și cu vasele fluviale de pasageri și de marfă.
În oraș funcționează mai multe muzee – de artă, istorie și cultură. Ceea ce dă însă o notă aparte acestei galerii este uimitoarea colecție de lucrări ale avangardei ruse – Kazimir Malevici, Wassily Kandinsky, Natalia Goncearova, Mihail Larionov și alții. Există și o importantă colecție de artă orientală.

## Personalități născute aici
- Nikolai Ivanovici Lobacevski (1792 - 1856), matematician;
- Nikolai Dobroliubov (1836 - 1861), critic literar, filozof materialist, om politic;
- Vladimir Markovnikov (1837 - 1904), chimist;
- Mili Balakirev (1837 - 1910), pianist, compozitor;
- Aleksandr Ilici Ulianov (1866 - 1887), revoluționar, fratele lui Lenin;
- Constantin Dormidontovici Pokrovskii (1868 - 1944), astronom;
- Nicolai Bulganin (1895 - 1975), politician sovietic;
- Boris Kukarkin (1909 - 1977), astronom;
- Nikolai Bogoliubov (1909 - 1992), matematician;
- Evgheni Ceazov (1929 - 2021), medic;
- Igor Maslennikov (1931 - 2022), regizor;
- Gherman Sveșnikov (1937 - 2003), scrimer;
- Vladimir Așkenazi (n. 1937), dirijor, pianist evreu;
- Liudmila Șișova (1940 - 2004), floretistă;
- Pavel Lednyov (1943 - 2010), pentatlon;
- Vladimir Denisov (n. 1947), scrimer;
- Tatiana Averina (1950 - 2001), sportivă la patinaj viteză;
- Maia Usova (n. 1964), sportivă la dans pe gheață⁠(d);
- Iulia Sotnikova (n. 1970), atletă;
- Denis Cerîșev (n. 1990), fotbalist;
- Nikolai Kruglov (n. 1981), biatlonist;
- Natalia Vodianova (n. 1982), fotomodel;
- Ruslan Zaharov (n. 1987), sportiv la patinaj viteză;

## Orașe înfrățite
- Essen, Germania
- Philadelphia, Statele Unite
- Tampere, Finlanda
- Linz, Austria
- Jinan, China
- Novi Sad, Serbia